# Місце злочину

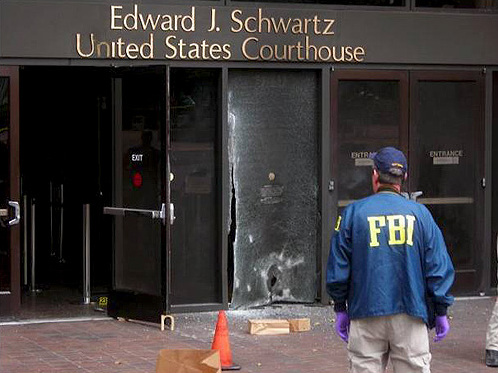
Агенти ФБР оглядають місце злочину. Сан-Дієго, Сполучені Штати Америки, 2008

Місце злочину — місце у просторі, де було розпочато, закінчено злочин, або де настав злочинний наслідок. Є однією зі складових об'єктивної сторони злочину, а у ряді випадків — визначальною обставиною кваліфікації злочину. Поняття місця злочину чітко не визначено в українському законодавстві, що, в свою чергу, тягне різне розуміння цього терміна науковцями-юристами. Так, за теорією А. А. Поддубного, місцем злочину є місце вчинення суспільно-небезпечного діяння, за твердження М. І. Ковальова — адміністративно-територіально одиниця, в якій розпочато або закінчено злочин, а також настали суспільно-небезпечні наслідки, а так само — територія виключної економічної зони країни, повітряного простору, територія військової частини тощо. В той же час, Ф. Є. Фесеноко теж визначає місцем злочину місце початку, закінчення злочину або настання злочинних наслідків, але визначаючи його як конкретне місце у просторі, а не адміністративну одиницю.
Як стверджує науковець Є. В. Георгієвський, в звичаєвому праві слов'янських народів, місцем вчинення злочину могли вважатись «дом, двор, поле, лодка».

## Виноски
1. ↑  Мороз, 2014, с. 122.
2. ↑  Мороз, 2013, с. 58.
3. ↑  Ковалёв, 1977, с. 165—166.
4. ↑  Фесенок, 1985.
5. ↑  Георгиевский, 2013.